# 니나 시몬
니나 시몬(Nina Simone, 본명은 유니스 캐슬린 웨이먼(Eunice Kathleen Waymon), 1933년 2월 21일 ~ 2003년 4월 21일)은 미국의 싱어송라이터, 피아노 연주자, 작사가, 작곡가, 편곡가, 영화배우, 공민권 운동가이다.

## 생애
1954년 가수 데뷔하였다.
프랑스 파리에서 벨기에의 싱어송라이터 겸 배우 자크 브렐, 영국 트럼펫 연주자 겸 색소폰 연주자 로니 스콧 등과, 미국 뉴욕에서는 가수 겸 배우 줄리 런던 등과 재즈 음악 교류를 하였다.
1982년 자크 브렐을 다룬 프랑스 다큐멘터리 영화 《브렐》(Brel)에 출연하였다.

## 유명세
주요 히트곡으로 "Don't let me be misunderstood"가 있으며, 대한민국에서는 줄리 런던의 원곡을 리메이크한 "Feeling Good"을 불러 히트한 가수로도 널리 잘 알려져 있다.